# Directriz
Una directriz se dice de aquello que marca las condiciones en que se genera algo.
En geometría la directriz es aquella línea, superficie o volumen que determina las condiciones de generación de otra línea, superficie o volumen (que se llama generatriz).
Si la directriz es una línea recta, y la generatriz es otra línea recta que gira en torno a ella, conformará una superficie cónica, cilíndrica, etc. Si la generatriz es curva genera esferas, elipsoides, etc. Si la generatriz se desplaza sobre una o más directrices, genera una superficie reglada.
La directriz puede ser una línea curva, por ejemplo, una circunferencia generatriz que rueda sobre otra circunferencia, tangencialmente. Un punto vinculado a ella describe una trayectoria curva que se denomina ruleta cicloidal.

En la figura, la circunferencia de color azul es la directriz, y la circunferencia de color negro es la generatriz. Un punto vinculado a ella describe una forma llamada epitrocoide: la curva de color rojo.

## Curvas conformadas por circunferencias directrices
- Epicicloide, la curva que describe un punto situado sobre una circunferencia generatriz que rueda –sin deslizamiento– sobre una circunferencia directriz, tangencialmente.

- Hipocicloide, la curva que describe la trayectoria un punto situado sobre una circunferencia generatriz que rueda por el interior de otra circunferencia directriz, sin deslizamiento.

- Epitrocoide, la curva que describe un punto vinculado a una circunferencia generatriz que rueda –sin deslizamiento– sobre una circunferencia directriz, tangencialmente.

- Hipotrocoide, la curva plana que describe un punto vinculado a una circunferencia generatriz que rueda dentro de una circunferencia directriz, tangencialmente, sin deslizamiento.